# Liste der Monuments historiques in Saint-Apollinaire (Côte-d’Or)
Die Liste der Monuments historiques in Saint-Apollinaire führt die Monuments historiques in der französischen Gemeinde Saint-Apollinaire auf.

## Liste der Immobilien
| Bezeichnung                  | Beschreibung | Standort                      | Kennzeichnung | Schutzstatus | Datum | Bild           |
| ---------------------------- | --- | ----------------------------- | ------------- | ------------ | ----- | -------------- |
| Château de Saint-Apollinaire | Schloss, Mitte des 16. Jahrhunderts, am Platz einer Wasserburg des 11. Jahrhunderts; später als Kloster und Schulhaus genutzt, heute Mairie; mit Taubenturm | Rue du Château (Lage)         | PA00112620    | Inscrit      | 1972  | weitere Bilder |
| Kirche St-Apollinaire        | aus dem 11. oder 12. Jahrhundert | Place de l’Eglise (Lage)      | PA00112621    | Inscrit      | 1946  | weitere Bilder |
| Fort de la Redoute           | Teil des Système Séré de Rivières, von 1878 bis 1880 erbaut                                                                                                 | Allée Séré de Rivières (Lage) | PA21000041    | Inscrit      | 2006  | weitere Bilder |

## Liste der Objekte
| Bezeichnung                                   | Beschreibung                                        | Standort                            | Kennzeichnung | Schutzstatus | Datum | Bild |
| --------------------------------------------- | --------------------------------------------------- | ----------------------------------- | ------------- | ------------ | ----- | ---- |
| Seitenaltar                                   | Retabel; Holz, vergoldet, 17. Jahrhundert           | in der Kirche St-Apollinaire (Lage) | PM21003433    | Inscrit      | 1973  |      |
| Skulpturengruppe Vision des heiligen Hubertus | Holz, farbig gefasst und vergoldet, 17. Jahrhundert | in der Kirche St-Apollinaire (Lage) | PM21003434    | Inscrit      | 1973  |      |
| Skulptur Unterweisung Mariens                 | Holz, farbig gefasst, 18. Jahrhundert               | in der Kirche St-Apollinaire (Lage) | PM21003435    | Inscrit      | 1973  |      |
| Gemälde Heilige Angela Merici                 | Ölfarbe auf Leinwand, bezeichnet 1648               | in der Kirche St-Apollinaire (Lage) | PM21003037    | Classé       | 1999  |      |